# 恐竜対戦 ダイノチャンプ 最強DNA発掘大作戦
『恐竜対戦 ダイノチャンプ 最強DNA発掘大作戦』（きょうりゅうたいせん ダイノチャンプ さいきょうディーエヌエーはっくつだいさくせん）は、2005年9月22日にタイトーから発売されたニンテンドーDS用ゲームソフト。アメリカでは2006年5月25日、ヨーロッパでは2007年6月29日に発売。